# Hans van Baalen
Johannes Cornelis "Hans" van Baalen (Rotterdam, 17 de juny de 1960 - 29 d'abril de 2021) fou un polític neerlandès. Entre el 28 de setembre de 1999 i el 23 de maig de 2003, i des del 30 de gener de 2003 al 14 de juliol de 2009, va ser diputat pel Partit Popular per la Llibertat i la Democràcia a la Tweede Kamer. Des de 2009 va ser diputat al Parlament Europeu així com president de la Internacional Liberal.

## Biografia

### Joventut
Van Baalen va néixer a Rotterdam i va anar a l'institut a Krimpen aan den IJssel. Després va estudiar Dret a la Universitat de Leiden, on va ser membre de la fraternitat Minerva. Durant els seus estudis, va treballar de periodista free-lance pel Sijthoff Pers. Després de la seva graduació, va començar una nova feina com a director d'afers públics a Deloitte Consulting.

### Carrera política
Des de 1986, Van Baalen ha estat membre del Partit Popular per la Llibertat i la Democràcia (VVD) i ha estat actiu sobretot a l'àmbit internacional. Va ser secretari internacional de la direcció del partit de 1993 fins al 1998 i membre de la direcció de la Internacional Liberal. També va redactar programes d'eleccions per les eleccions al Parlament Europeu i va ser delegat del VVD durant la reunió general de NOVIB. De 1999 fins a 2009 va ser diputat a la Tweede Kamer. Des de les eleccions europees de 2009, ha estat diputat al Parlament Europeu i líder de la delegació del VVD neerlandès, i és vist com un dels pesos pesants del partit.

### Vida privada
Van Baalen era casat i tenia un fill. Va morir el 29 d'abril del 2021 després d'una curta malaltia.